# Памятник странам — участницам антигитлеровской коалиции
Памятник странам — участницам антигитлеровской коалиции — монумент, одна из достопримечательностей Москвы, установленная в 2005 году в парке Победы на Поклонной горе.

## История
Монумент был торжественно открыт 7 мая на Аллее партизан на Поклонной горе в ознаменование 60-летия Победы в Великой Отечественной войне. На церемонии присутствовали президент Российской Федерации Владимир Путин, тогдашний министр обороны Сергей Иванов, мэр Москвы Юрий Лужков, представители Министерства обороны Российской Федерации и Министерства иностранных дел Российской Федерации, послы Великобритании, Франции, США и стран СНГ и др. Путин, Иванов и Лужков возложили к подножию композиции гвоздики.

## Описание
Памятник странам — участницам антигитлеровской коалиции представляет собой 20-метровую стелу - знамя. Архитектурно-художественная идея создания памятника принадлежит заслуженному архитектору РФ Воскресенскому И.Н.. Стела - знамя выполнена из бело-серого гранита, завершением которой служит позолоченная эмблема Организации Объединённых Наций. Постаментом скульптурной группы является мощный гранитный блок с канелюрами, на котором размещены четыре отлитые из бронзы фигуры солдат СССР, США, Великобритании и Франции. Прототипами воинов послужили реальные фотографии солдат, взятые из архивов. Украшением подхода к монументу служат 16 флагов государств антигитлеровской коалиции. Перед стелой находятся два гранитных куба, на которых высечена основная информация об образовании антигитлеровской коалиции и ООН.